# 榴弾砲
榴弾砲（りゅうだんぽう、りゅうだんほう）は、 大砲の一種。
同口径のカノン砲（加農砲・カノン・加農）に比べて砲口直径（口径）に対する砲身長（口径長）が短く、低初速・短射程であるが軽量でコンパクト、高仰角の射撃を主用する。しかしながら、概ね冷戦後の現代は火砲の進化（榴弾砲の長砲身化）による砲種の統廃合（榴弾砲の統一）により、榴弾砲とカノン砲の区別は無くなっている。
旧日本陸軍による呼び名はりゅうだんぽう、アメリカ英語に於ける呼称の片仮名表記は「ハウザー（Howitzer）」、である。

## 定義
カノン砲(gun)は16世紀から17世紀の間は砲弾（弾丸）重量42ポンド以上の大口径の滑腔砲の呼称として用いられていた。その後、榴弾が発明され三十年戦争を機に野戦においても火砲が多用されるようになると（野戦砲）、榴弾を主に高仰角の曲射弾道で射撃し（曲射砲）、野戦に便利なように砲身をある程度短くするなどした火砲は「榴弾砲」、これまでのように砲丸や散弾・榴散弾による直射（平射砲）を主に行う火砲は「カノン砲」と区別して運用されるようになった。
しかし、駐退復座機が開発され火砲が飛躍的な進化を遂げた19世紀末以降、カノン砲でも比較的仰角をとった曲射の間接射撃を行うようになり、火砲の全盛期であった20世紀中半・第二次世界大戦頃までは「榴弾砲は30口径前後まで、カノン砲はそれ以上」と口径長（砲身長）で両砲を大まかに区別するようになった。
榴弾砲は（同口径の）カノン砲と比較して、その構造ゆえに装薬量の少ない砲弾を多用し短砲身のため短射程かつ低伸性に劣るが、砲全体の重量ははるかに軽く仕上がりサイズもコンパクトなため生産性や運用性に優れ、また高仰角の射撃を得意とする。なお、カノン砲が主用する砲弾もあくまで榴弾および尖鋭弾（遠距離射撃用の榴弾）であるため、近現代においては使用砲弾の差異によってカノン砲と榴弾砲とが区別される訳ではない。
左掲の九六式十五糎榴弾砲（左）と八九式十五糎加農（右）は、（前者は砲身の強度を上げかつ軽量に抑えられる自緊砲身採用の新鋭榴弾砲であるなど、開発年代に差があるものの）第二次大戦における大日本帝国陸軍の主力15cm榴弾砲・加農である。ともに同口径（15cm）の火砲であるが、榴弾砲とカノン砲の違いとして最大射程のみならず砲身長・重量・サイズ・構造が大きく異なる（八九式の放列砲車重量は九六式の2倍以上）。なお、日本陸軍において榴弾砲の略称・略字は頭文字を取り「榴」および「H」であり、15cm榴弾砲は「十五榴（15榴）」や「15H」などと称していた。なお、加農（カノン砲）は「加」および「K」。

### 名称

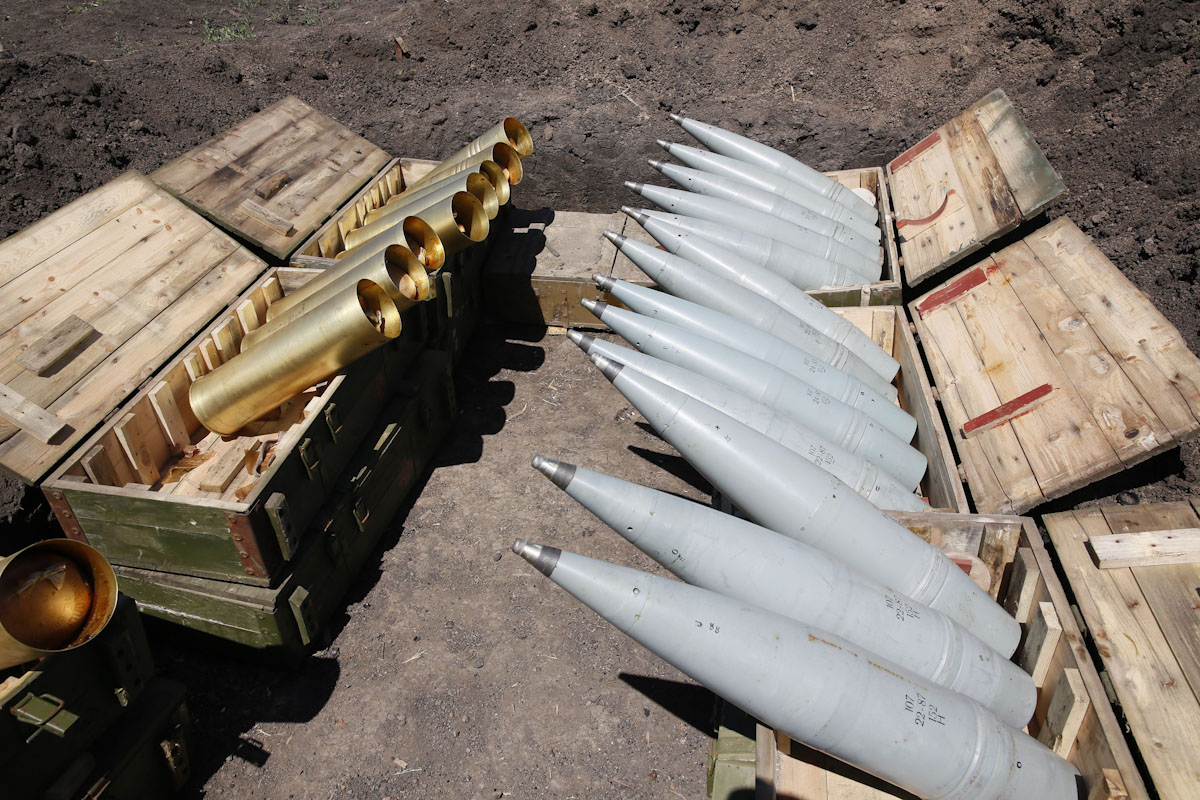
152mm榴弾砲の弾頭と発射薬

名称は15世紀にフス派に使われた火砲（大砲）を意味する、チェコ語のhoufniceを語源とする。各言語での名称は、英語：Howitzer、ドイツ語：Haubitze、フランス語：Obusier、イタリア語：Obice、ポーランド語：Haubica、ロシア語：га́убицаである。

## 歴史
カノン砲・榴弾砲・野砲（口径100mmクラス以下で70mmクラスが主体の師団砲兵 向け軽カノン砲）の区別と住み分けが定まった19世紀末以降、榴弾砲は近代各国陸軍砲兵の主力火砲の1つとなった。20世紀初頭の日露戦争において、日本陸軍は海岸砲として内地に備え付けられていた二十八糎砲（二十八糎榴弾砲）を攻城砲として転用、これは主に旅順攻囲戦（対旅順要塞戦）で使用され戦果を上げた。第一次世界大戦では、師団砲兵向けの野砲や軽榴弾砲とともに軍砲兵向けの「重榴弾砲」が多用され塹壕戦でその大威力を発揮し（BL 12インチ榴弾砲・BL 15インチ榴弾砲など）、第一次大戦は文字通り火砲中心の戦いとなった。また、イギリス陸軍はQF 4.5インチ榴弾砲を師団砲兵に配備し、野砲であるQF 18ポンド砲と共に運用した。
戦間期には100mmクラスの「軽榴弾砲」の高性能化が進み各国陸軍はこれを保有し、さらにドイツ陸軍やアメリカ陸軍は重軽榴弾砲を従来の野砲に代わるものとして師団砲兵に配備し、歩兵師団の火力を上げた。ソ連赤軍では「гаубица-пушка」と称す比較的長砲身で高仰角がとれる新鋭砲、ML-20 152mm榴弾砲を開発し軍砲兵に多数を配備した。当時主流の口径は100mm、120mm、150mm、200mm、240mmクラス。第二次世界大戦の開戦時では、戦間期の軍事予算削減に伴い機械化された砲兵はどの国でもほとんど見られなかった。開戦後は火力主義へとドクトリンが変移して行き、火力の素早い集中が求められたため、多くの国で砲兵の機械化が進められた。その後軍隊の完全機械化（自動車化）を成し遂げたアメリカ陸軍とイギリス陸軍およびこれに準ずるソ連軍では、砲兵トラクター（牽引車）や軍用トラックが整備され各種火砲の牽引に活躍し、重砲もサスペンションとホイール付ゴムタイヤを装備し機動力を発揮していた。反面、石油資源を欠いていたドイツ陸軍や日本陸軍および他各国陸軍では、重砲・対戦車砲・高射砲などを除き輓馬（軍馬）牽引がメインであり、トラクター牽引重砲もソリッドゴムを巻いた木製や鉄製のスポーク付車輪が主流であった。
第二次大戦までは、これら野戦で運用する一般的な野戦砲としての用途のほか、攻城砲・列車砲・要塞砲・海岸砲としても大口径大重量の榴弾砲が（カノン砲とともに）多数使用されていた。特に超ド級なものとしては1910年代に開発されたフランス陸軍のM1916 520mm列車榴弾砲やM1915/16 400mm列車榴弾砲（列車砲）、1920年代に開発された日本陸軍の試製四十一糎榴弾砲（要塞砲）などがある。
第二次大戦頃までは各国がそれぞれ独自の運用思想に基づいて口径を定めていたが、冷戦時代にはアメリカやソビエト連邦が戦後復興中の自陣営の国に積極的に自国製火砲を供与売却した上に、北大西洋条約機構およびワルシャワ条約機構において加盟国間の銃砲弾の規格統一が行われたため、口径の整理が一気に進んだ。アメリカを中心とする旧西側諸国で105mm、155mm、203mm（8インチ）が、ロシア連邦を中心とする旧東側諸国で122mm、152mm、203mmが一般的である。
20世紀後半以降、長砲身の榴弾砲(Gun-howitzer / Howitzer-gun)や、（長砲身の榴弾砲を搭載する）自走砲（詳細）の出現により、（カノン砲は野砲と共に榴弾砲に統合された形で）榴弾砲とカノン砲の区別は事実上なくなっている。これら現用の榴弾砲や自走榴弾砲の射程はほぼ20,000mから30,000m、最大で40,000m超程度であり、一般的な155mm / 152mm榴弾砲の口径長は39、45、あるいは52口径である。これは第二次大戦当時の分類に従えばカノン砲ということになるが、それだけ砲や砲弾が強力になったといえる。
21世紀現在、BM-27・BM-30やMLRSを筆頭とする自走ロケット砲の台頭、および対砲兵レーダーが発達した今日においても、火砲（榴弾砲・自走榴弾砲）は各国陸軍の主要戦力の1つである。

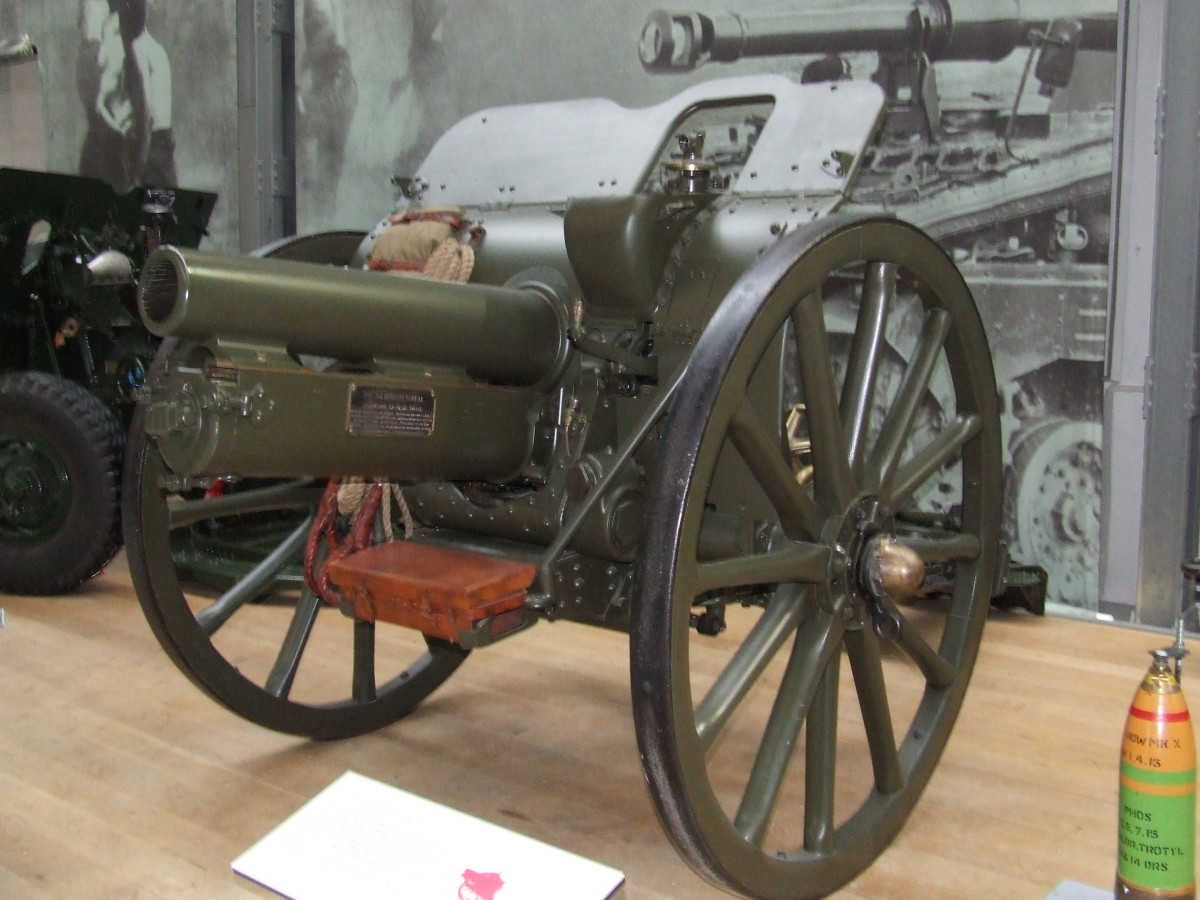
イギリスのQF 4.5インチ榴弾砲
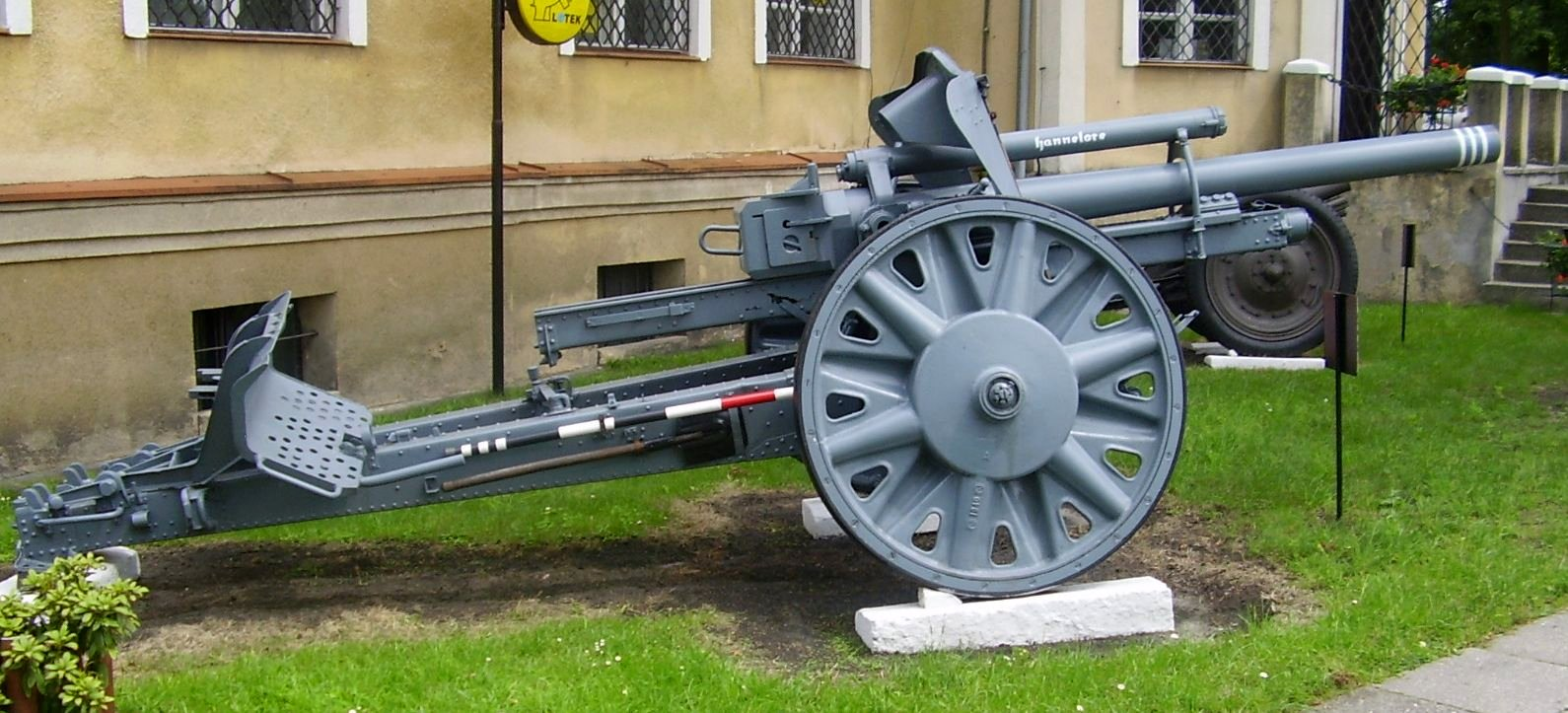
ドイツの10.5cm leFH 18
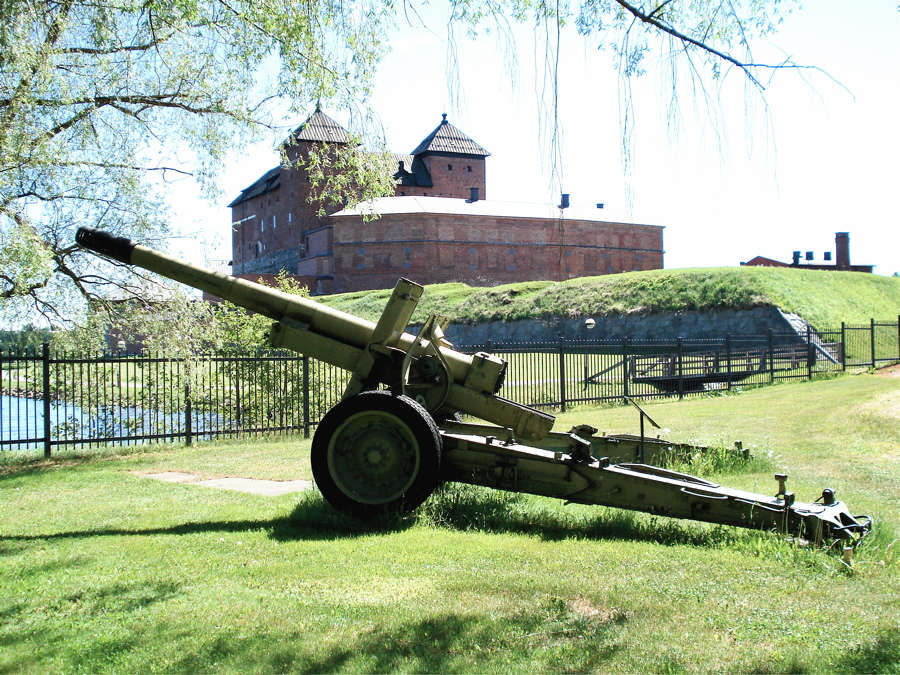
ソ連のML-20 152mm榴弾砲
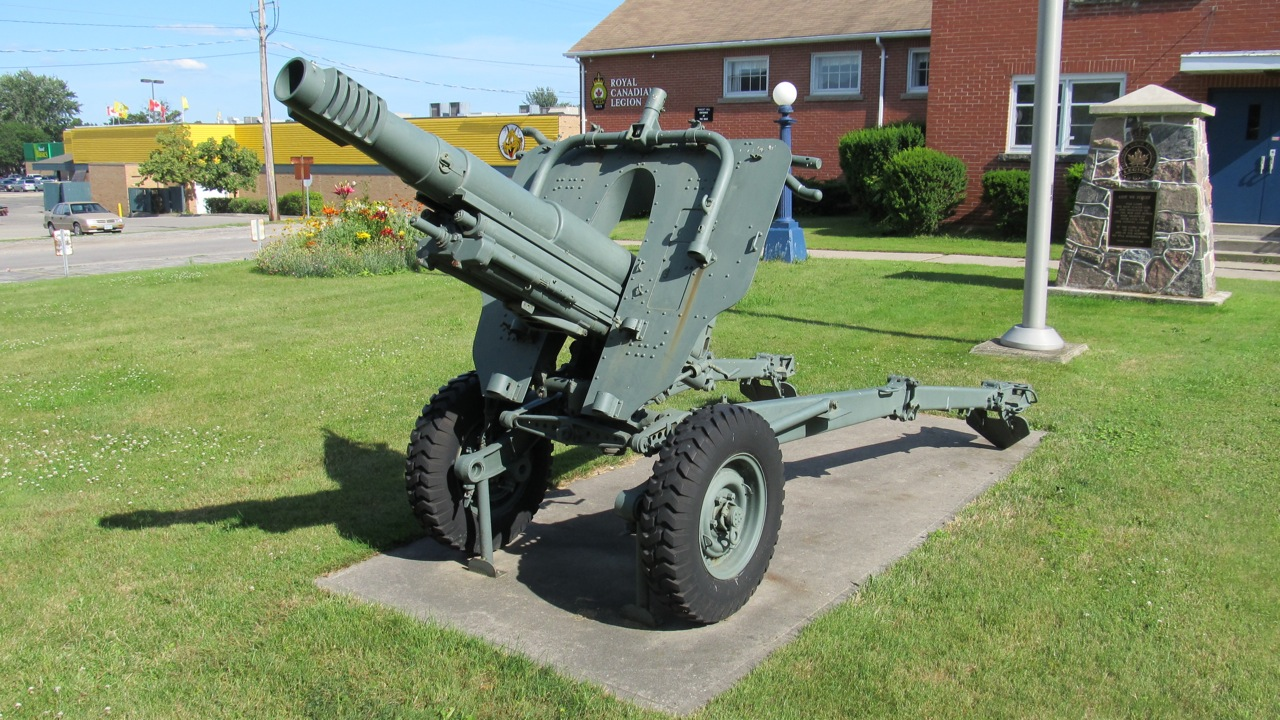
オートメラーラM56 105mm榴弾砲
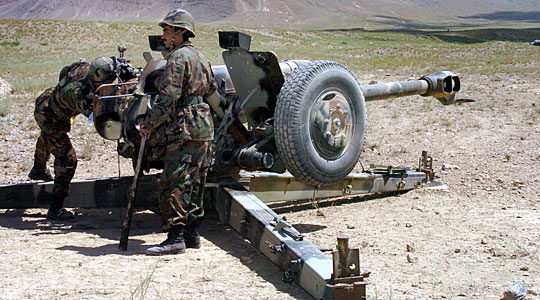
D-30 122mm榴弾砲
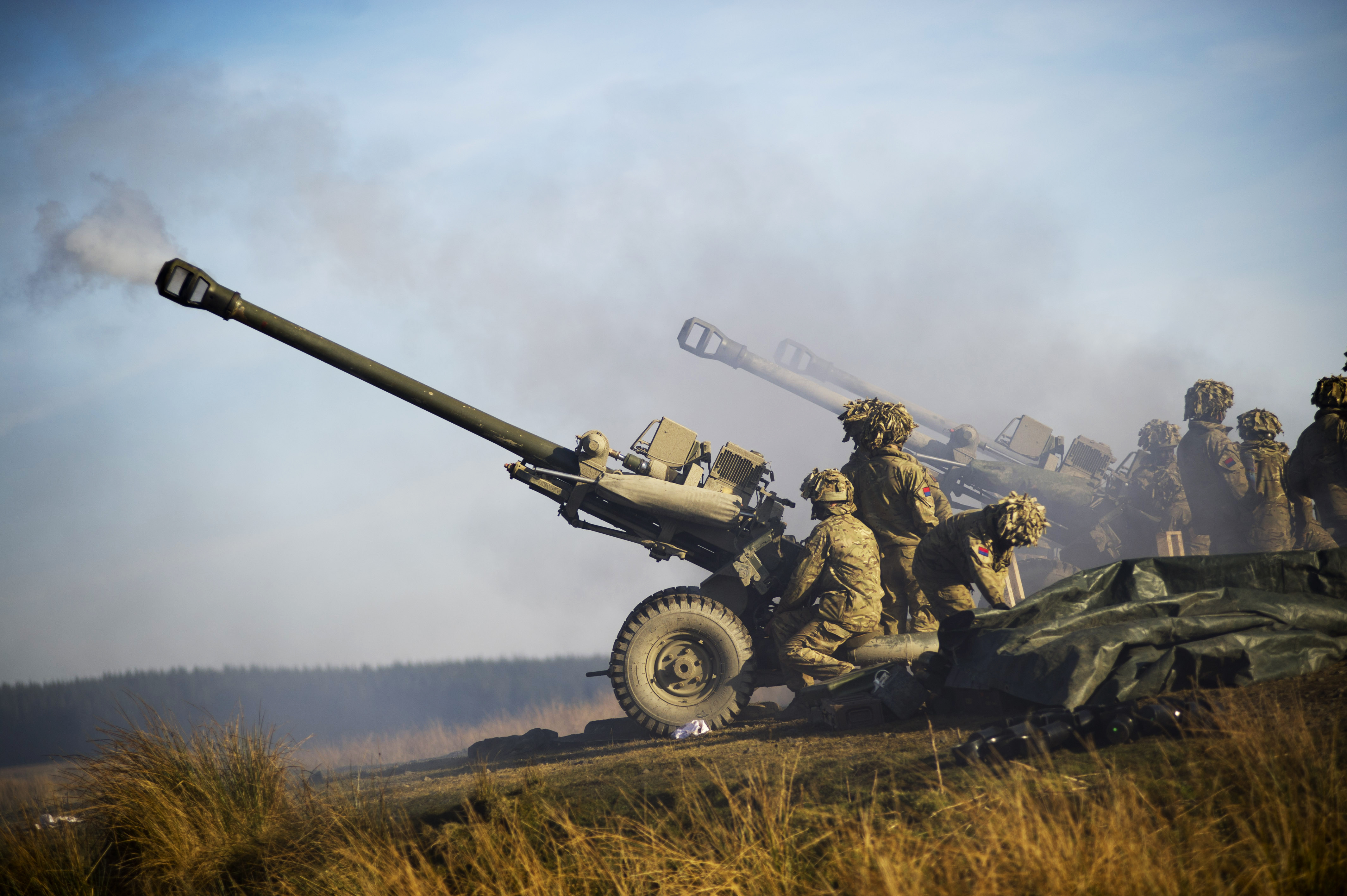
L118 105mm榴弾砲

## 牽引式と自走式
第二次大戦以降の近代的な火砲は、牽引式と自走式のいずれかとなっている。単に「榴弾砲」とだけ呼称する場合は、牽引式と自走式の両方を含む場合もあるが、多くの場合には牽引式だけを指しており、自走式は「自走榴弾砲」ないし単に「自走砲」と称される。

### 牽引式

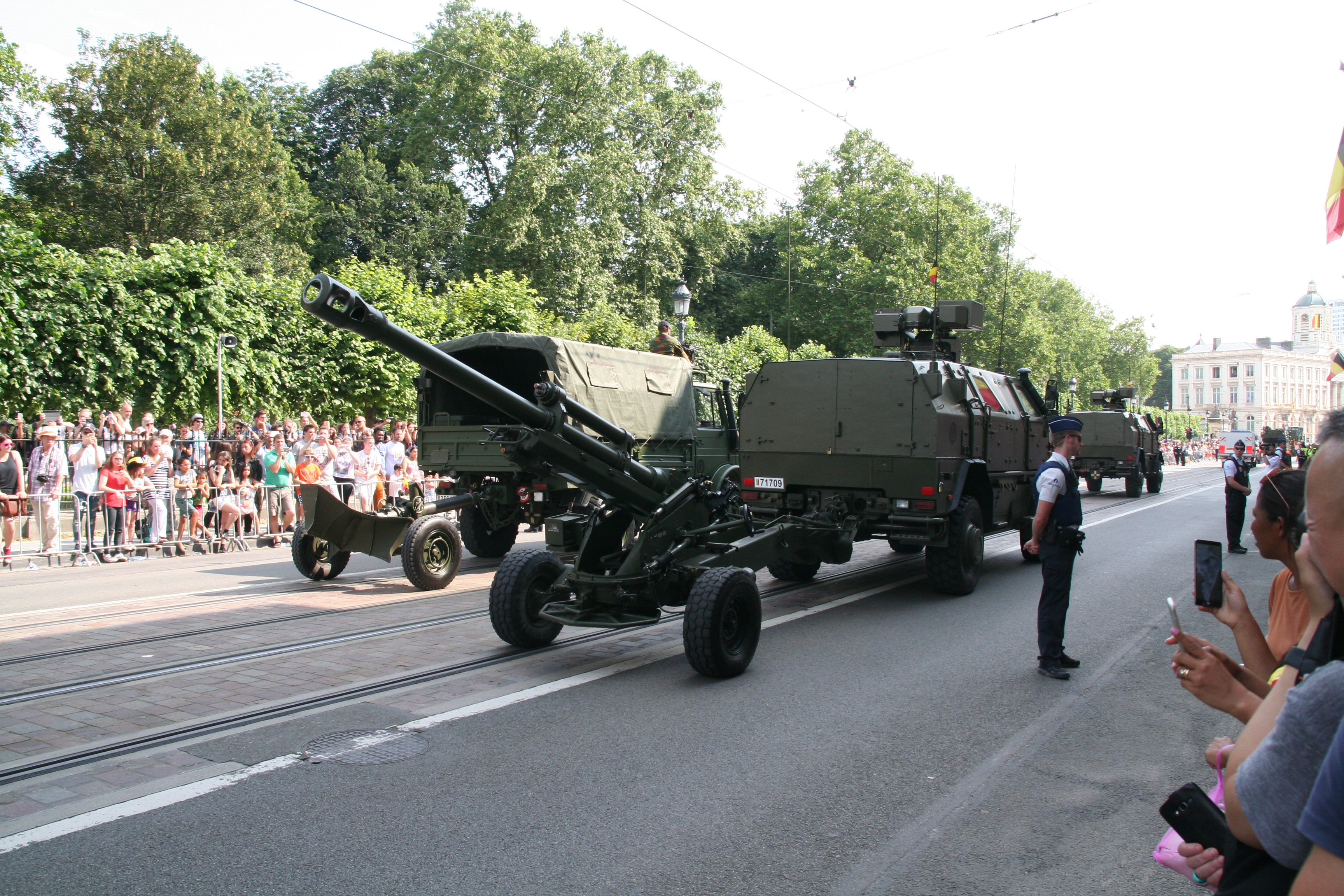
牽引中のLG1 105mm榴弾砲

「牽引式」は砲兵トラクターやトラックなど（古くは輓馬）で牽引されることを前提に、また現代ではヘリコプターや輸送機による空輸の利便性や取得コストの低減なども考慮して、発射に関わる機能以外は極力省かれており、砲身、駐退機、砲架、照準装置のほかには駐鋤（アウトリガー）と牽引用の車輪程度で構成されている。
いくつかの牽引式のものには小型のエンジンが付けられていて、低速度・短距離の自力移動が可能となっている。しかし、牽引式では弾薬と砲兵は牽引するトラック等で運ぶ必要があり、陣地展開時にはこれらの準備に手間が掛かるため、発射までに時間を必要とする。また、撤収移動時も同様の問題があるほか、風雨に曝されるために戦闘効率は気象状態や時間帯によって左右されるといった欠点がある。

### 自走式

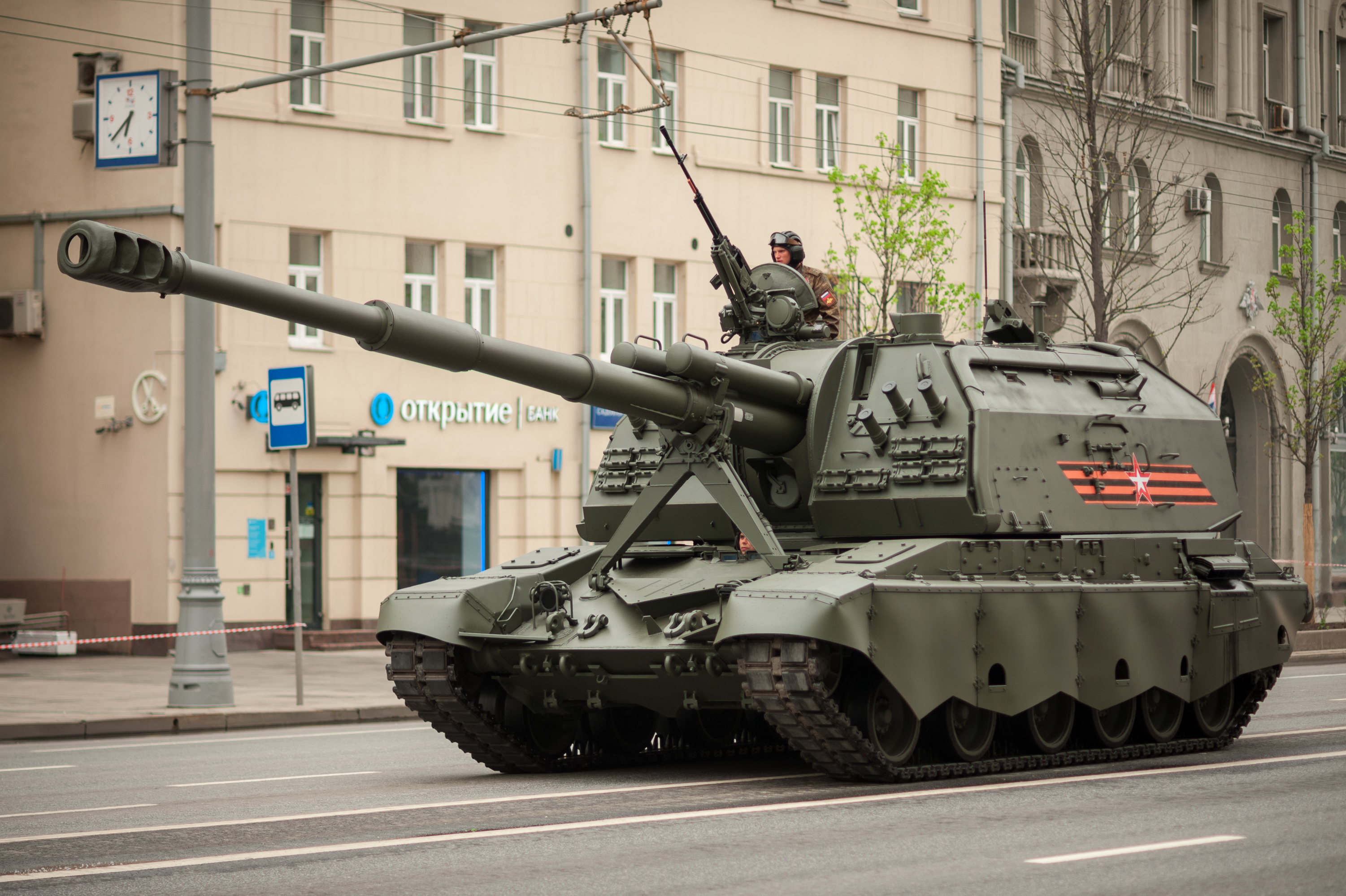
走行中の2S19ムスタ-S 152mm自走榴弾砲

自走式のものは牽引式と全く異なり、装甲戦闘車両と呼べるほどの外観を備え、戦車に近いか同等程度、またはそれを上回るほどの重量の装軌車両となっているものが多い。これらは特に「自走榴弾砲」・「自走砲」と呼ばれ、エンジンや操縦系統は最低限もしくはそれ以上のものが備わっており、小銃弾や砲弾の小破片程度なら防げる軽装甲と弾庫、自動給弾装置や通信装置や航法装置が備わっているものが多い。搭載する砲弾を打ち尽さない限りは1両で発射に必要な全ての機能が完結して備わっており、基本的には停止した場所ですぐに発射が行え、また発射後も迅速に移動できる。
先進国の陸軍では牽引式に代わって自走式の普及が進んでいる。これは対砲兵レーダーの進歩により、敵の反撃から逃れるための迅速な陣地転換が必要になったことや、軽装甲を施すことで人命の損耗を防ぎながら砲兵の戦闘力を比較的維持出来ると期待されているためである。しかしながらアメリカ海兵隊のような海外展開時の迅速性を求める場合や取得価格に制約がある場合、空挺部隊やヘリボーン部隊、山岳部隊などのように大重量装備の運搬や補給に関する制約が強い部隊に配備する場合には、簡素な牽引式が適している。
1980年代に入るとゴムタイヤで走行する装輪式の自走砲が登場し、2000年以降に広まりを見せている。

## 主用榴弾砲一覧
以下の一覧は牽引式のみ。自走榴弾砲については自走砲一覧を参照。

### 第一次世界大戦
フランス
- 1904TR 155mm榴弾砲
- シュナイダーM1917C 155mm榴弾砲
- GPF 194mm榴弾砲

 ドイツ帝国
- 10.5cm FH 98/09
- 10.5cm leFH 16
- M1905 120mm榴弾砲
- 15cm sFH 02
- 15cm sFH 13
- 21cm Mrs 10
- 21cm Mrs 16
- ディッケ・ベルタ

 イギリス
- QF 3.7インチ山岳榴弾砲
- 4インチ榴弾砲
- BL 5インチ榴弾砲
- QF 4.5インチ榴弾砲
- BL 6インチ 30cwt榴弾砲
- BL 6インチ 26cwt榴弾砲
- BL 8インチ榴弾砲 Mk1
- BL 8インチ榴弾砲 Mk6

 ロシア帝国
- M1909 122mm榴弾砲
- M1910 122mm榴弾砲
- M1909 152mm榴弾砲
- M1910 152mm榴弾砲

 イタリア王国
- Da 149/12 modello14

 オーストリア＝ハンガリー帝国
- スコダM14 10cm軽榴弾砲
- スコダVZOR30 10cm軽榴弾砲
- スコダM15 10.4cm榴弾砲
- スコダM14 15cm榴弾砲
- スコダM15 15cm榴弾砲
- スコダM16 24cm榴弾砲

 大日本帝国
- 二十八糎榴弾砲
- 三八式十二糎榴弾砲
- 三八式十五糎榴弾砲

 アメリカ合衆国
- M1917 75mm砲
- M1906 120mm榴弾砲
- M1908 152mm榴弾砲

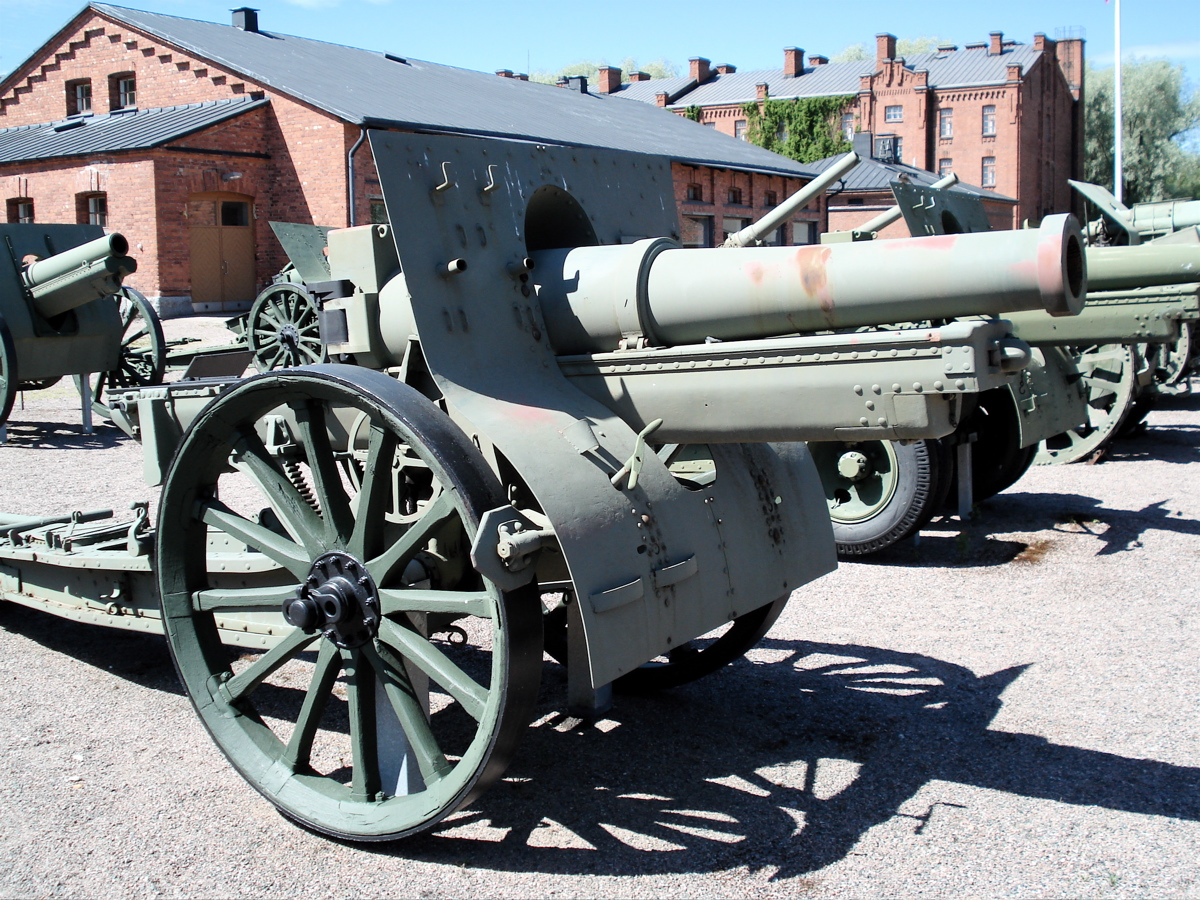
M1917C 155mm榴弾砲
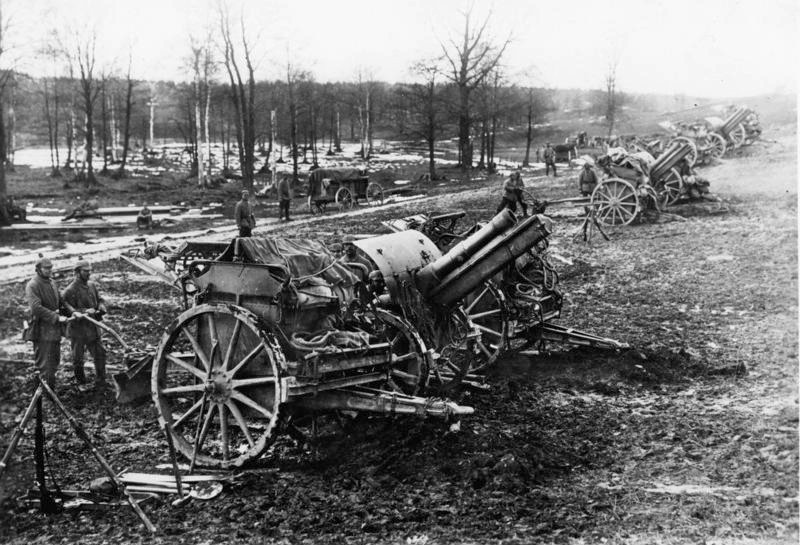
15cm sFH 13
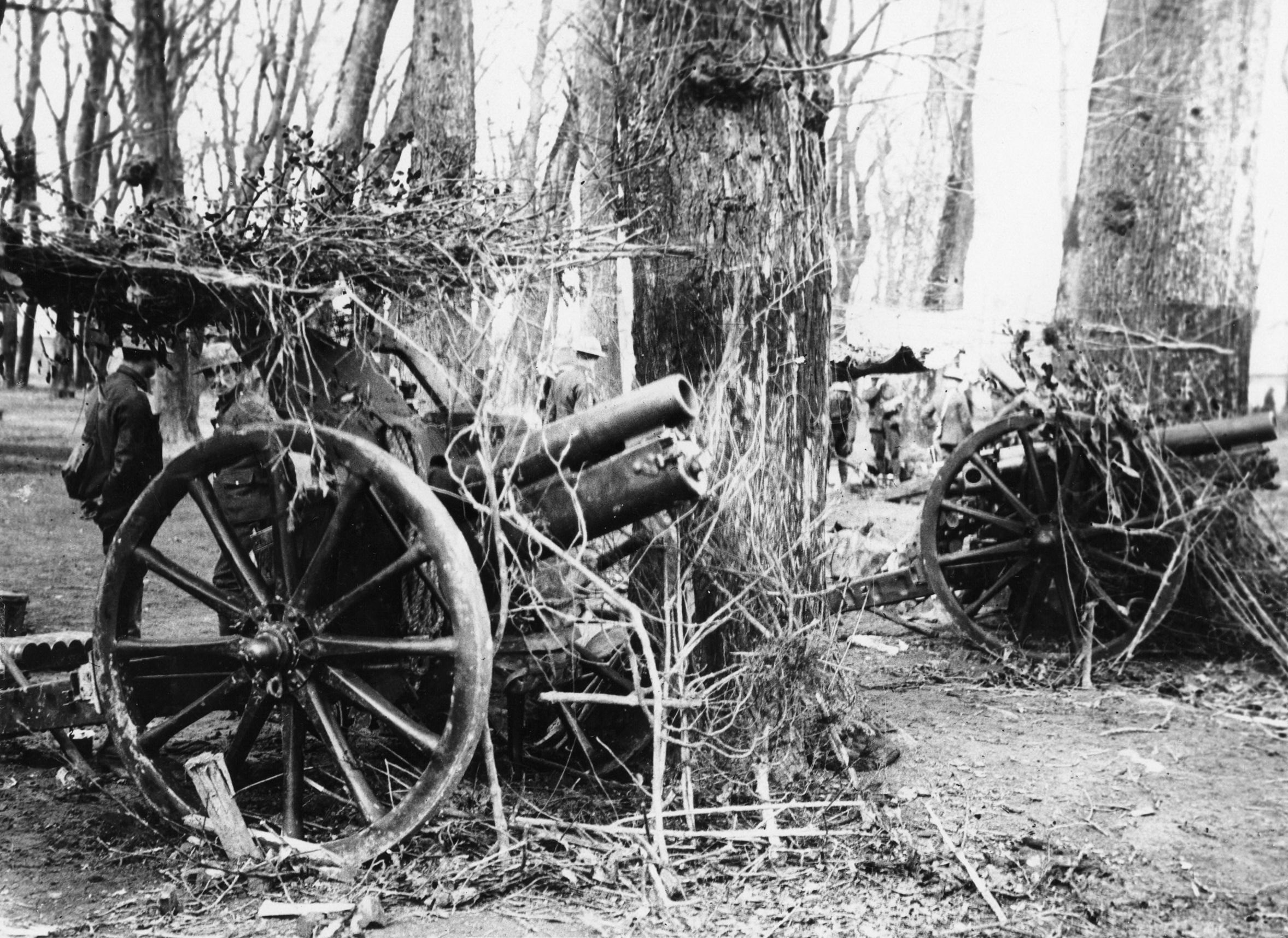
QF 4.5インチ榴弾砲
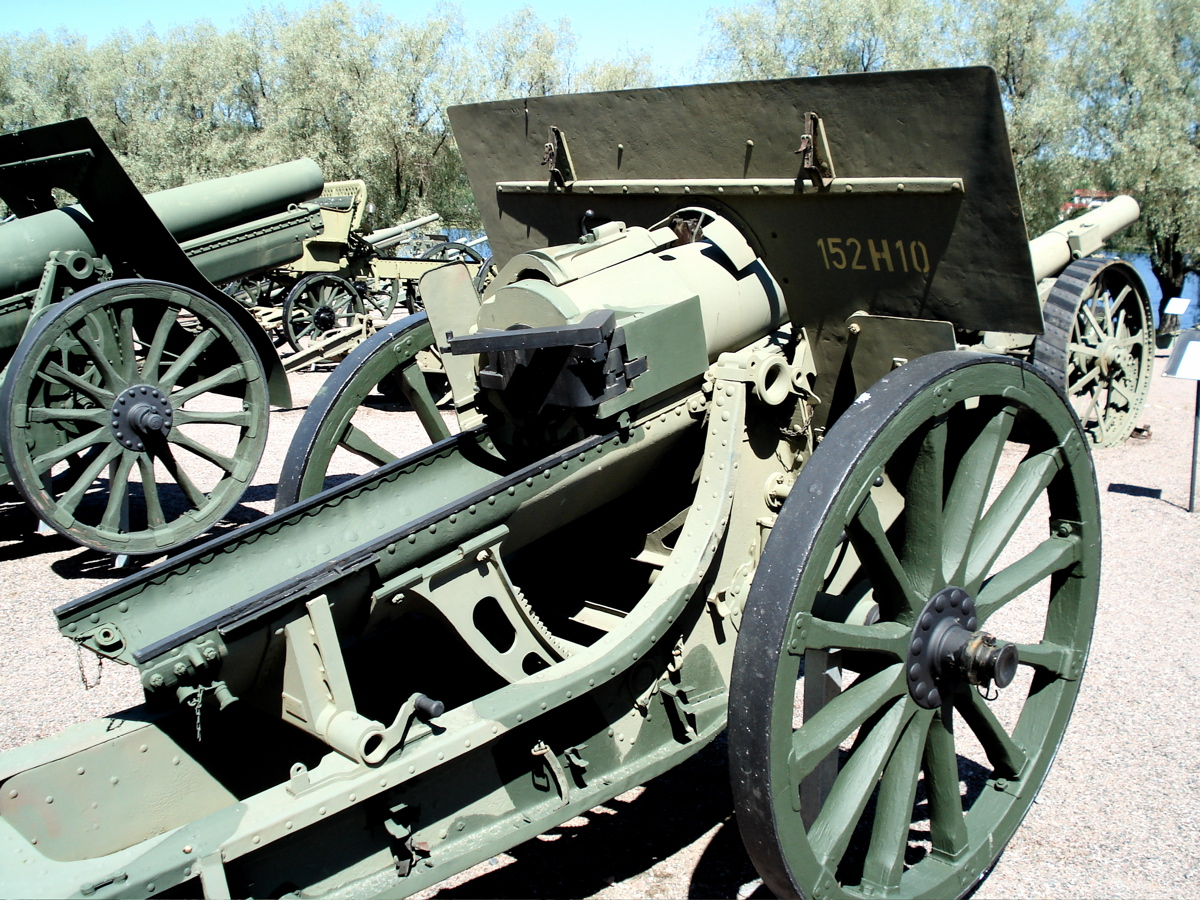
M1910 152mm榴弾砲
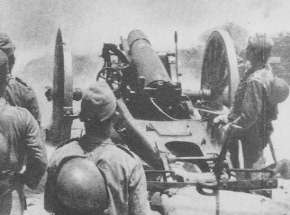
三八式十五糎榴弾砲
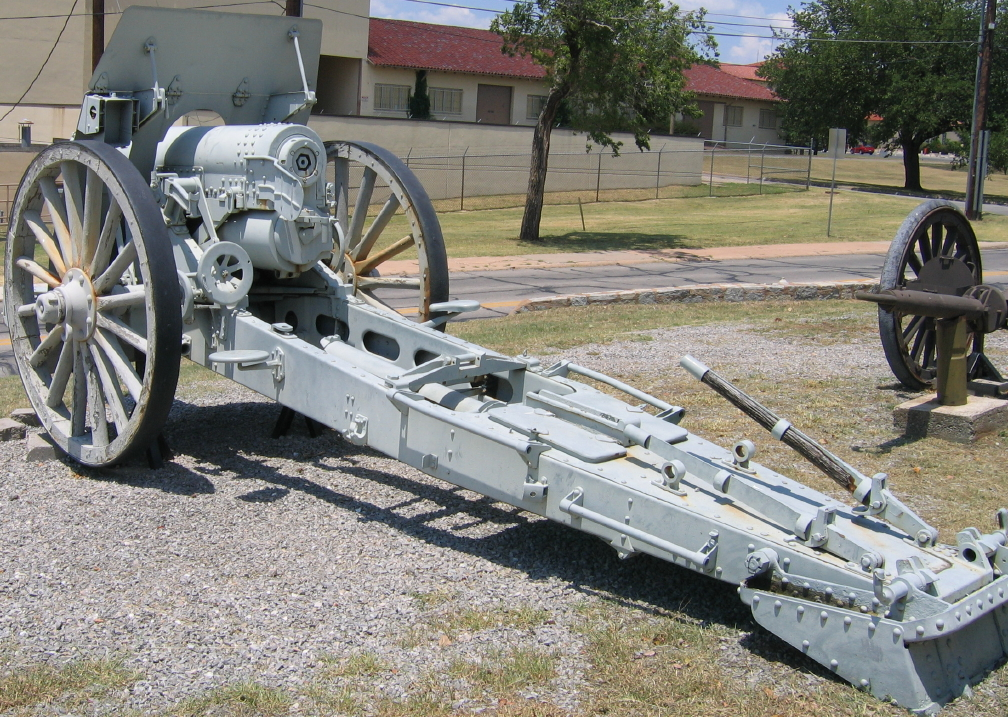
M1908 152mm榴弾砲

### 第二次世界大戦
ソビエト連邦

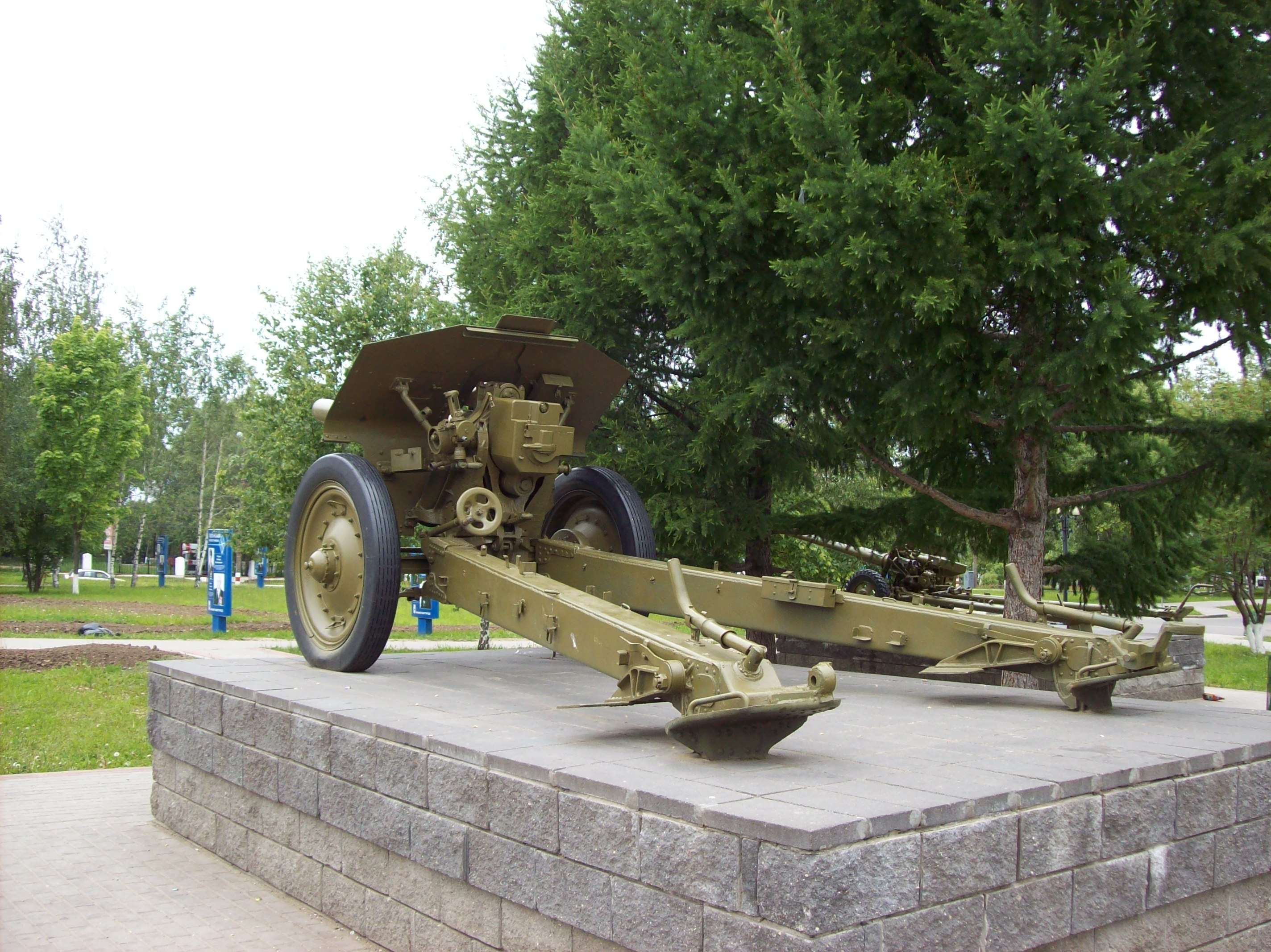
M1910/30 122mm榴弾砲
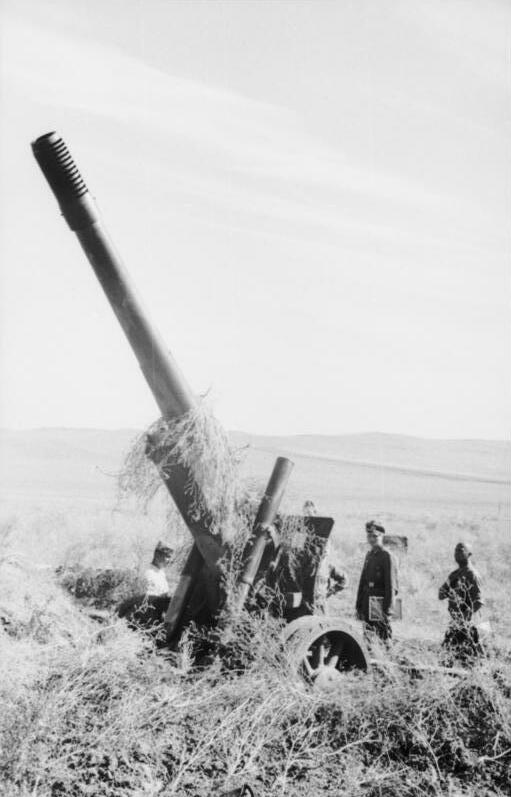
M1909/37 122mm榴弾砲
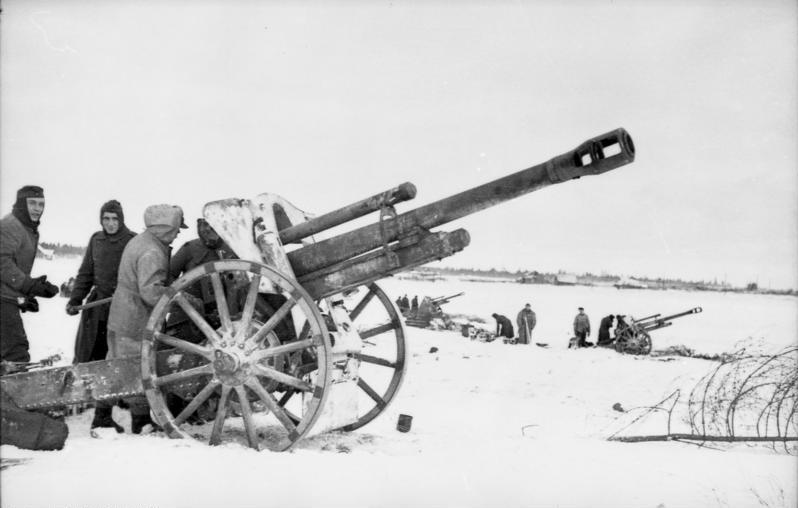
10.5cm leFH 18M
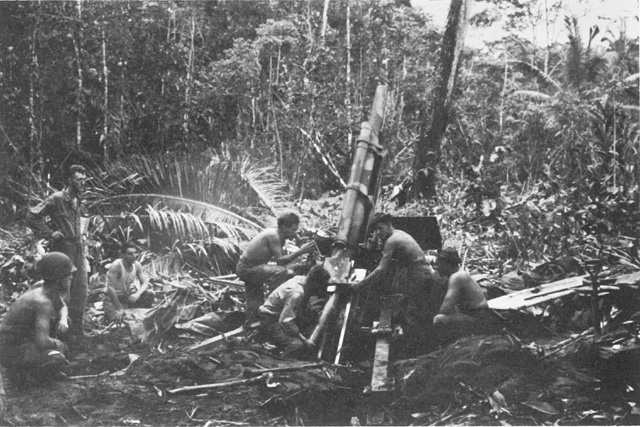
M-30 122mm榴弾砲
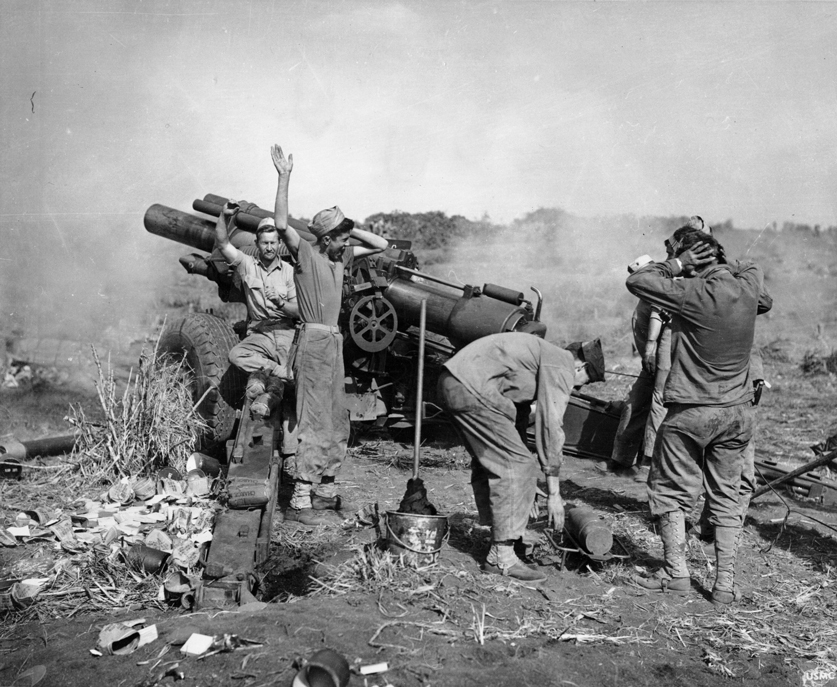
M1909/30 152mm榴弾砲
- M1910/37 152mm榴弾砲
- M-10 152mm榴弾砲
- D-1 152mm榴弾砲
- ML-20 152mm榴弾砲
- B-4 203mm榴弾砲

 ドイツ国
- 10.5cm leFH 18
- 10.5cm leFH 18M
- 10.5cm leFH 18/40
- 15cm sFH 18
- 15cm sFH 36
- 21cm Mrs 18

 フランス
- シュナイダーM1918 155mm榴弾砲

 イギリス
- BL 7.2インチ榴弾砲

 アメリカ合衆国
- M116 75mm榴弾砲
- M3 105mm榴弾砲
- M101 105mm榴弾砲
- M114 155mm榴弾砲
- M115 203mm榴弾砲
- M1 240mm榴弾砲

 大日本帝国
- 四年式十五糎榴弾砲
- 九一式十糎榴弾砲
- 機動九一式十糎榴弾砲
- 九六式十五糎榴弾砲

 イタリア王国
- Da 149/19 modello37
- Da 210/22 modello35

 チェコスロバキア
- スコダJ
- スコダK4
- スコダ Vz.14/19

 スペイン
- 105/26 レイノーサ榴弾砲

- M-30 122mm榴弾砲
- ML-20 152mm榴弾砲
- 10.5cm leFH 18M
- M101 105mm榴弾砲
- M114 155mm榴弾砲

### 第二次世界大戦後
ソビエト連邦 /  ロシア
- D-30 122mm榴弾砲
- D-20 152mm榴弾砲
- 2A65 152mm榴弾砲
- M389 155mm榴弾砲

 アメリカ合衆国
- M102 105mm榴弾砲
- M119 105mm榴弾砲
- M198 155mm榴弾砲
- M777 155mm榴弾砲

 イギリス
- L118 105mm榴弾砲
- ロイヤルオードナンス軽量牽引榴弾砲

 イギリス /  イタリア /  西ドイツ
- FH70

 イタリア
- オート・メラーラMod56 105mm榴弾砲

 フランス
- LG1 105mm榴弾砲
- M50 155mm榴弾砲
- TRF1 155mm榴弾砲

 スウェーデン
- FH77 155mm榴弾砲

 イスラエル
- ソルタムM68 155mm榴弾砲
- ソルタムM71 155mm榴弾砲

 フィンランド
- K83 155mm榴弾砲
- K98 155mm榴弾砲

 南アフリカ共和国
- G7 105mm榴弾砲
- G5 155mm榴弾砲
- GC45 155mm榴弾砲

 スペイン
- サンタバーバラ155/154 155mm榴弾砲

 シンガポール
- FH-88 155mm榴弾砲
- FH2000
- SLWHペガサス

 トルコ
- T-155パンサー 155mm榴弾砲

 アルゼンチン
- L33 155mm榴弾砲

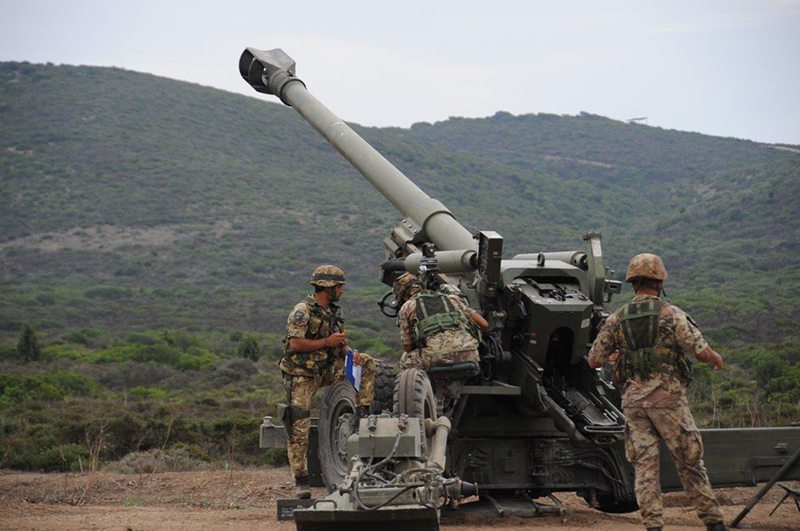
FH70 155mm榴弾砲
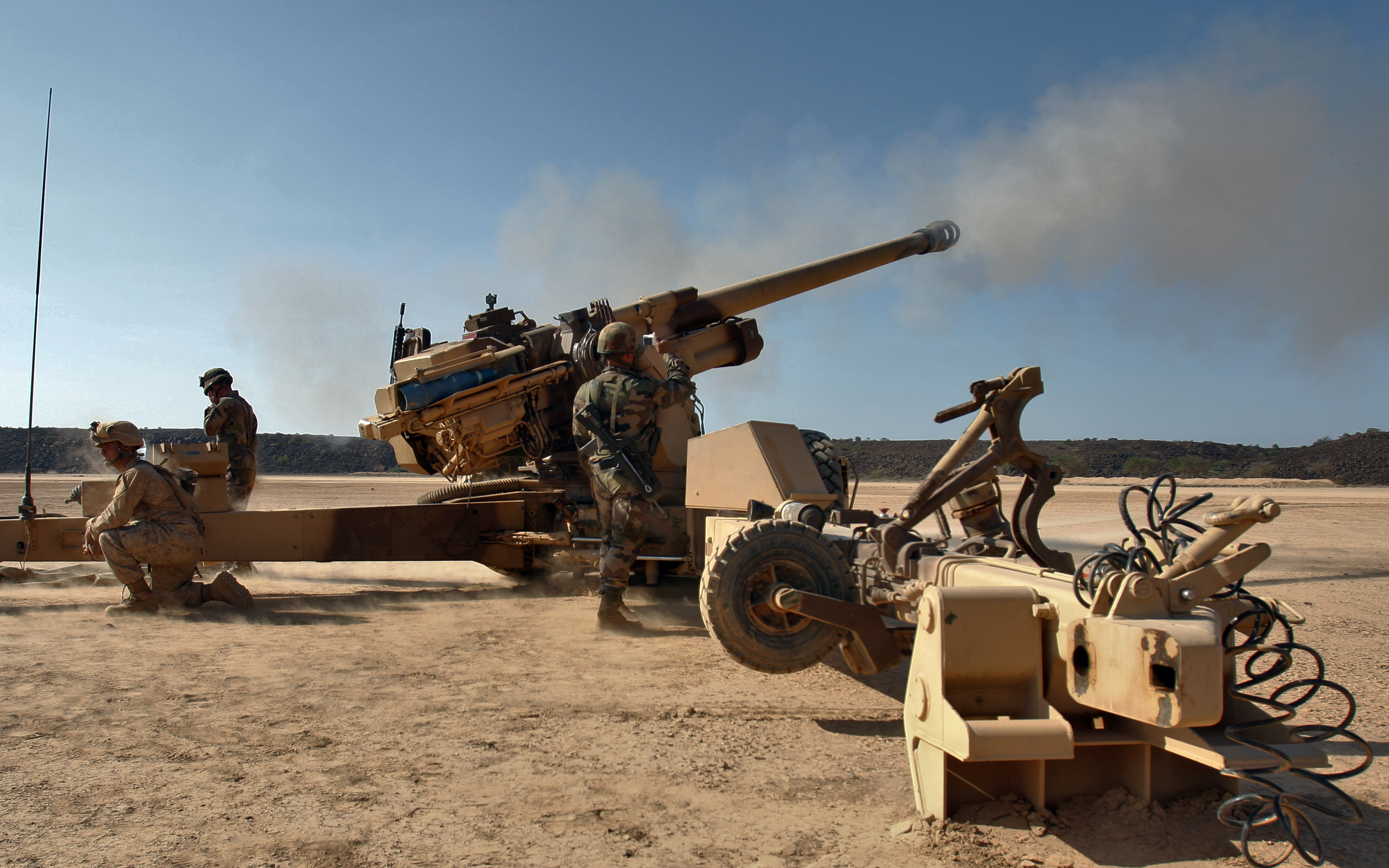
TRF1 155mm榴弾砲
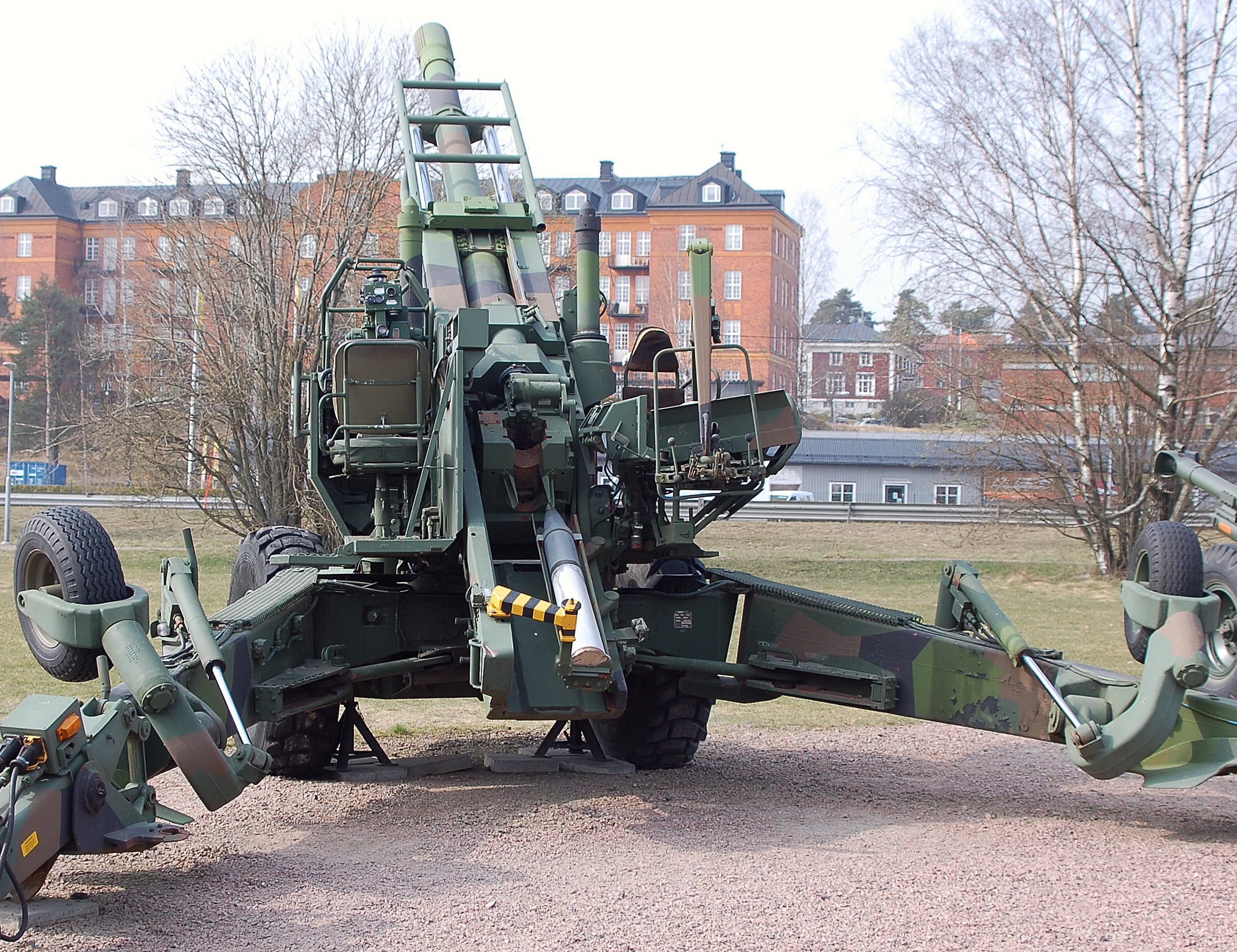
FH77 155mm榴弾砲
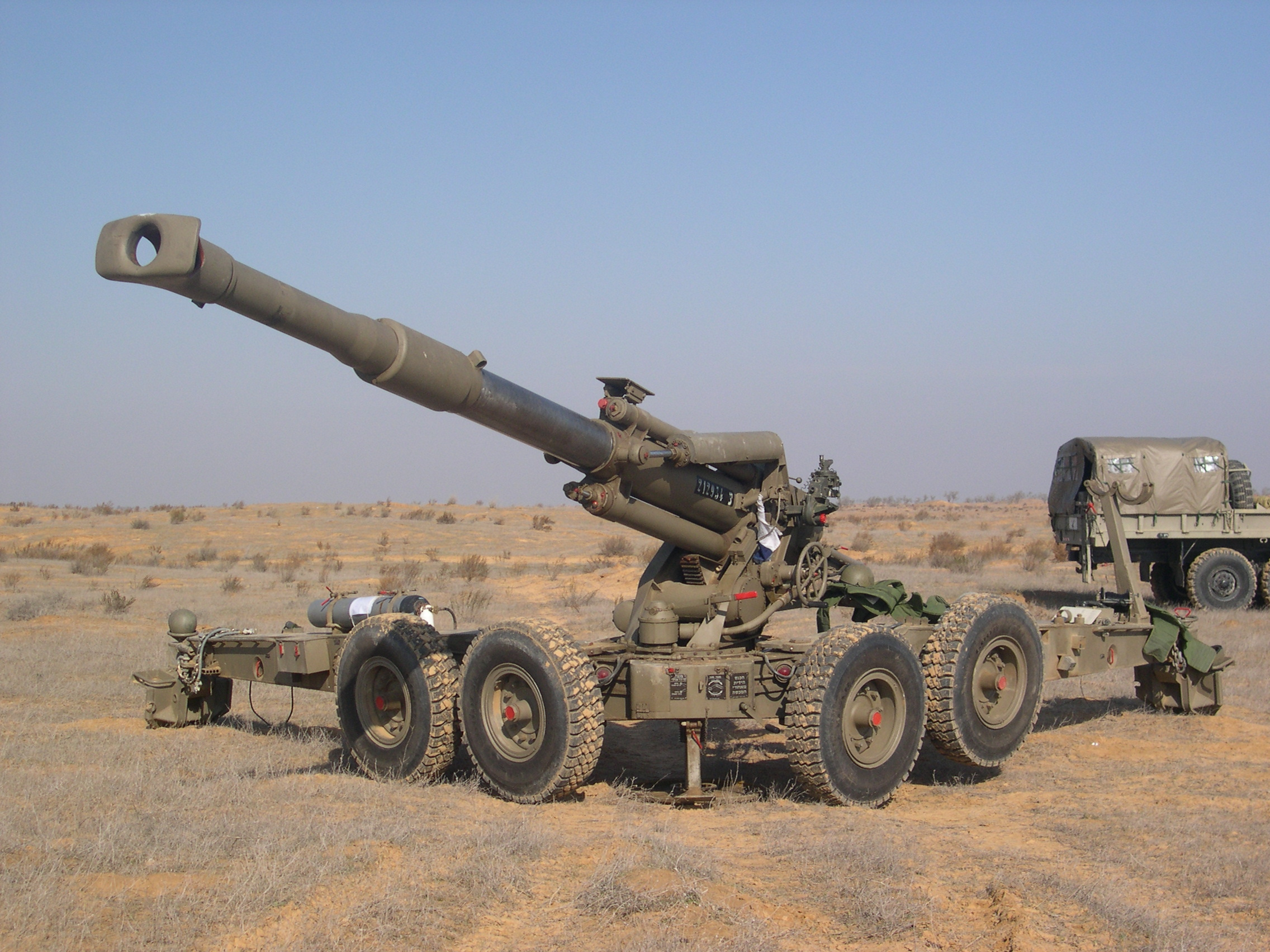
ソルタムM71 155mm榴弾砲
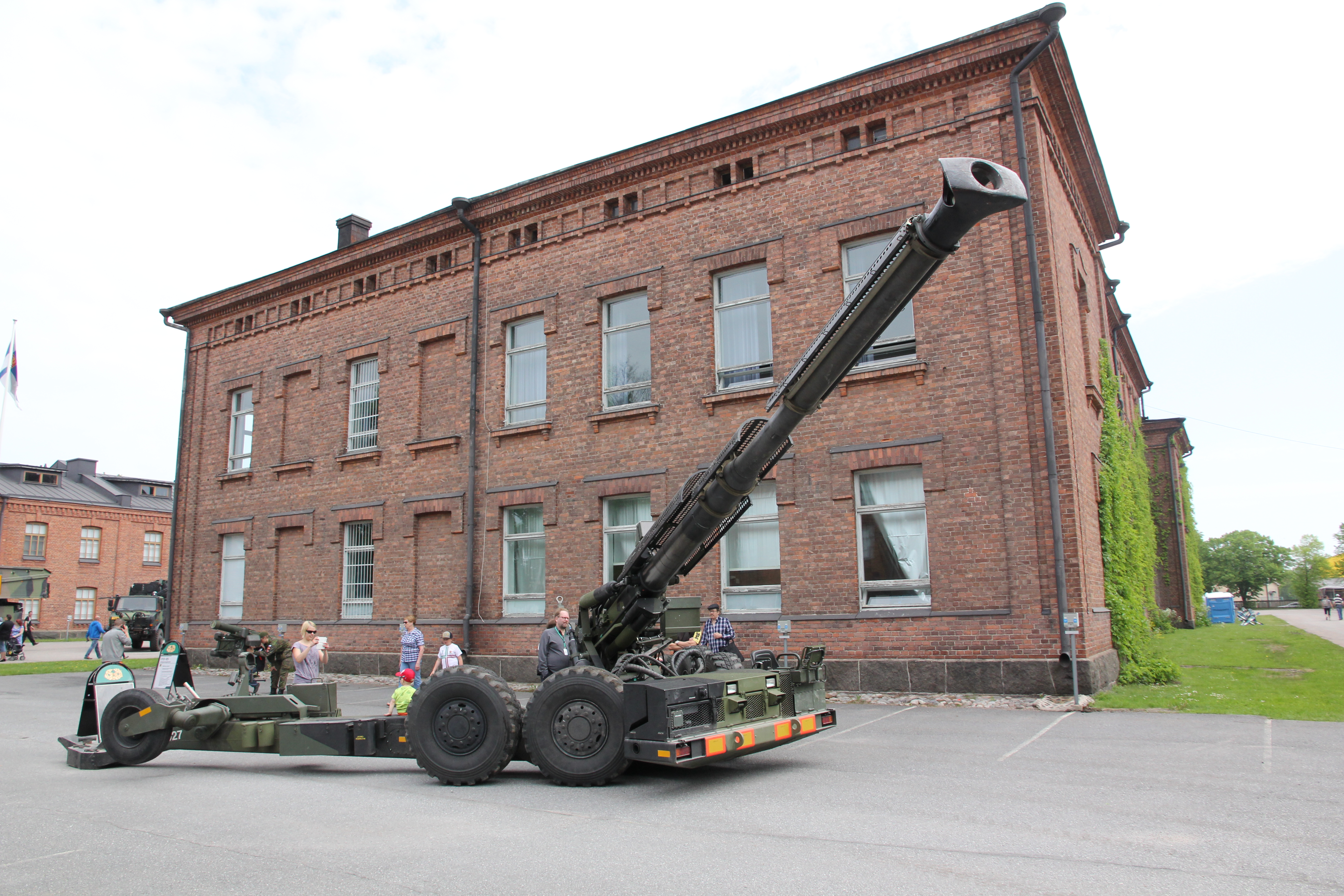
K98 155mm榴弾砲
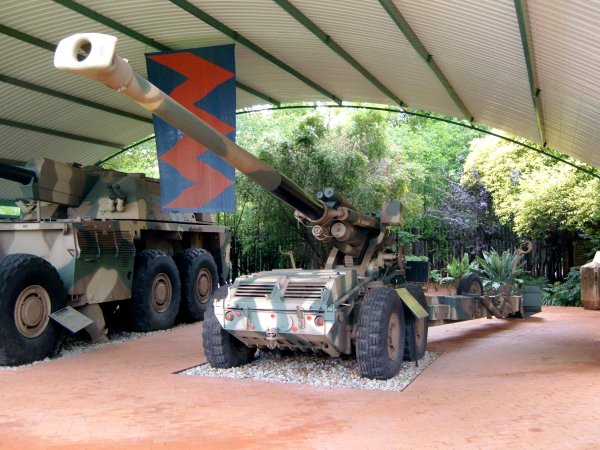
G5 155mm榴弾砲
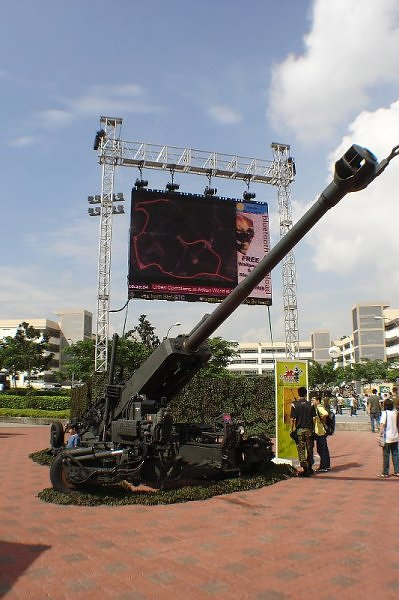
SLWHペガサス 155mm榴弾砲
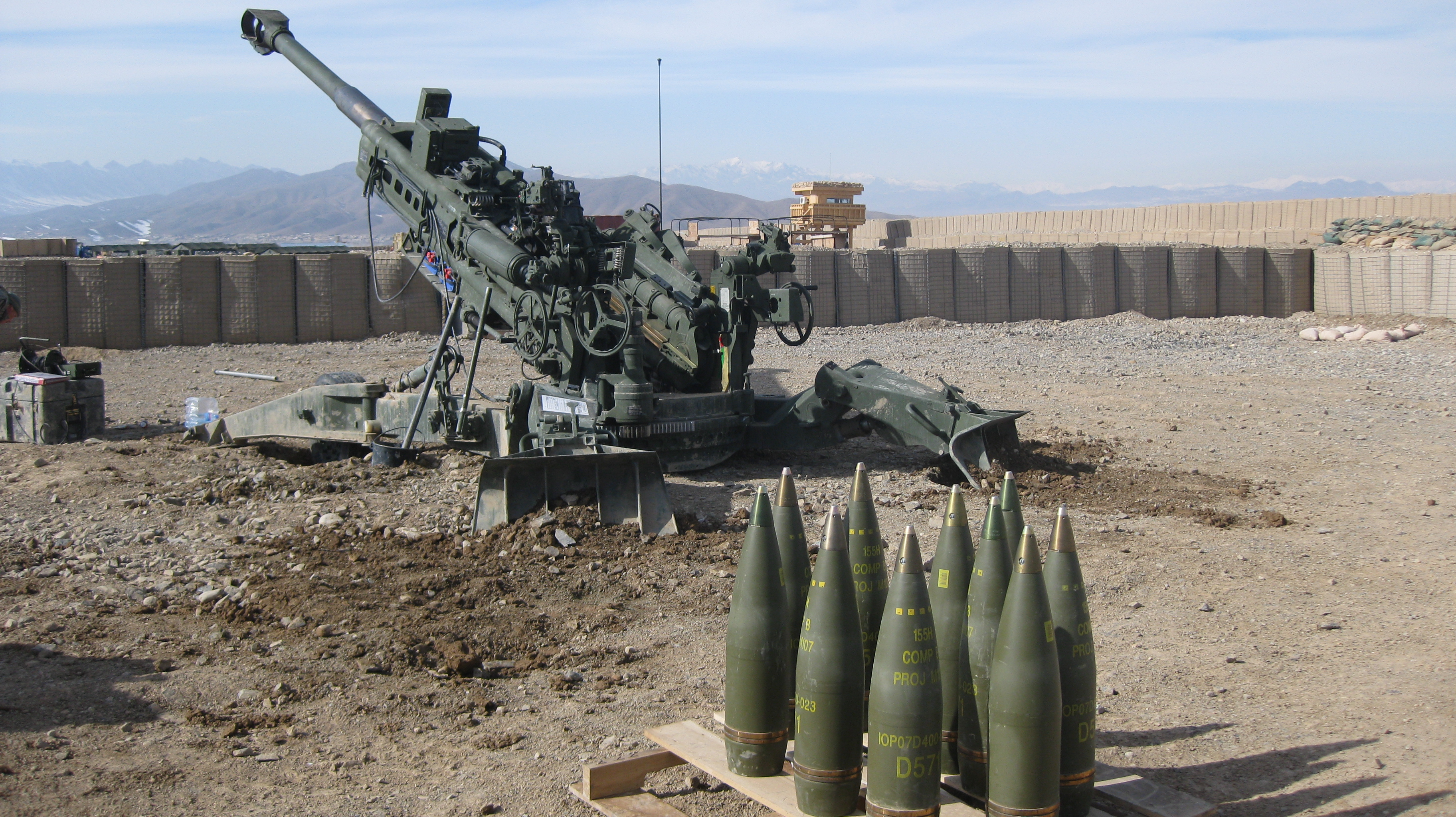
M777 155mm榴弾砲